# محطة شحن

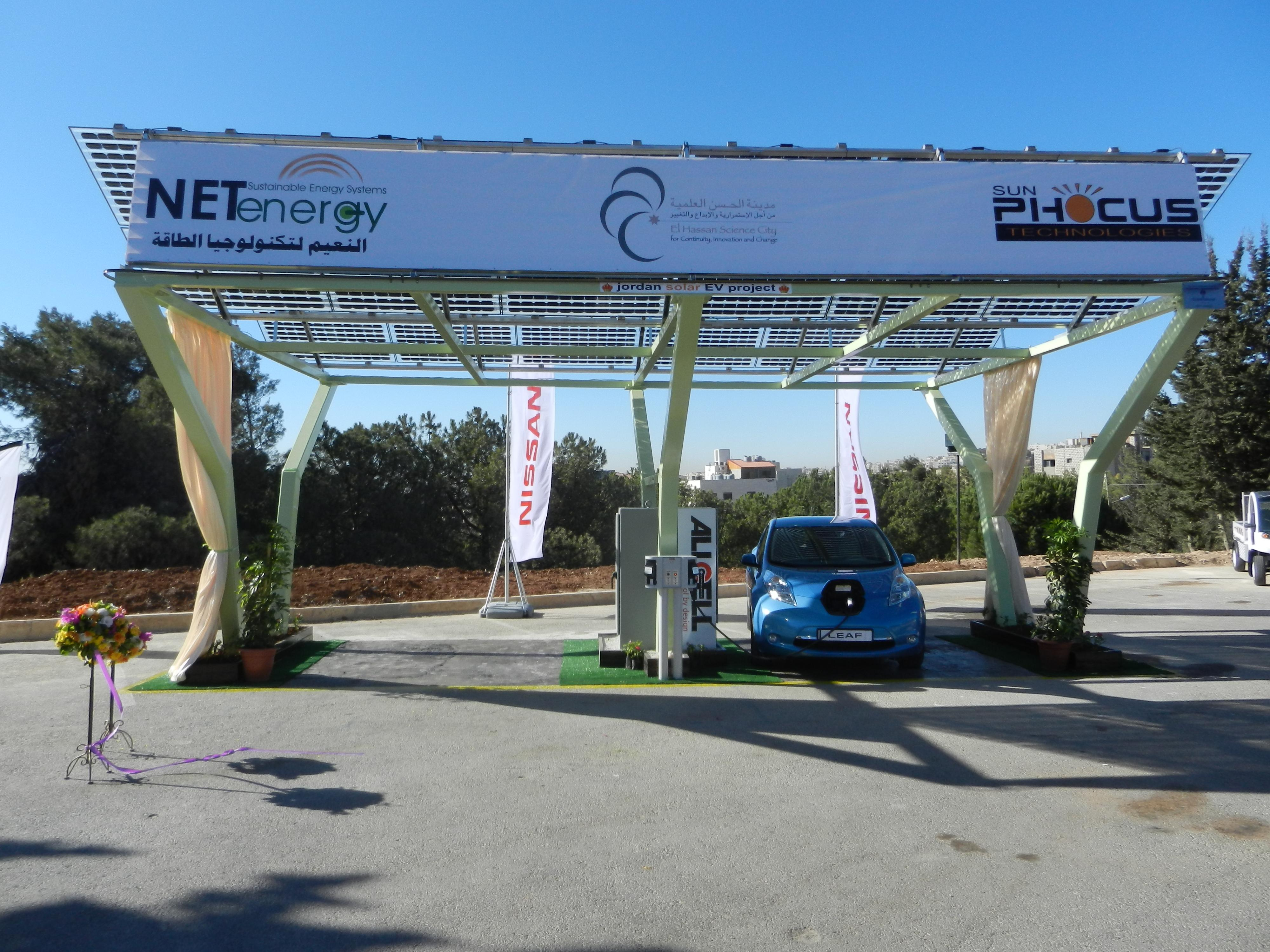
إحدى المحطات التجريبية لتزويد الوقود للمركبات عبر الطاقة الشمسية في عمّان، الأردن.

محطة شحن السيارت الكهربائية (بالإنجليزية: Charging station أو Electric Vehicle Supply Equipment واختصارا EVSE) هي أحد عناصر البنية التحتية التي تزود المركبات القابلة لإعادة الشحن بالطاقة الكهربائية، بما فيها المركبات الكهربائية بشكل كامل، المركبات الكهربائية المناطقية، والسيارت الهجينة القابلة للشحن. يتم ذلك غالبا عبر وسائل طاقة بديلة مثل الطاقة الشمسية، وطاقة الرياح.

علامة محطات الشحن.

وبما أن امتلاك الأشخاص قد ازداد من المركبات الكهربائية ذات الشحن عبر البطاريات، فإن الطلب على إنشاء وتوزيع هذه المحطات قد نمى بشكل كبير، وبعضها يزود المركبات بفولتية وتيار أعلى وبشكل أسرع من مزودات الشحن المنزلية. تقع الكثير من محطات الشحن على قارعة الطريق ضمن مرافق مزودة بخدمات أخرى. ويُتوقع أن يزداد عدد محطات شحن السيارات الكهربائية على مستوى العالم من 5,900 محطة في نهاية 2013 إلى 15,200 محطة خلال عام 2014، لتصل إلى أكثر من 199,000 محطة مع نهاية العقد الحالي.
وينتشر حول العالم عدة أنظمة شحن لتزويد المركبات الكهربائية بالطاقة، من أهمها: نظام «تشاديمو» في اليابان، ونظام "CCS" في كل من الولايات المتحدة وأوروبا.

## وصلات خارجية

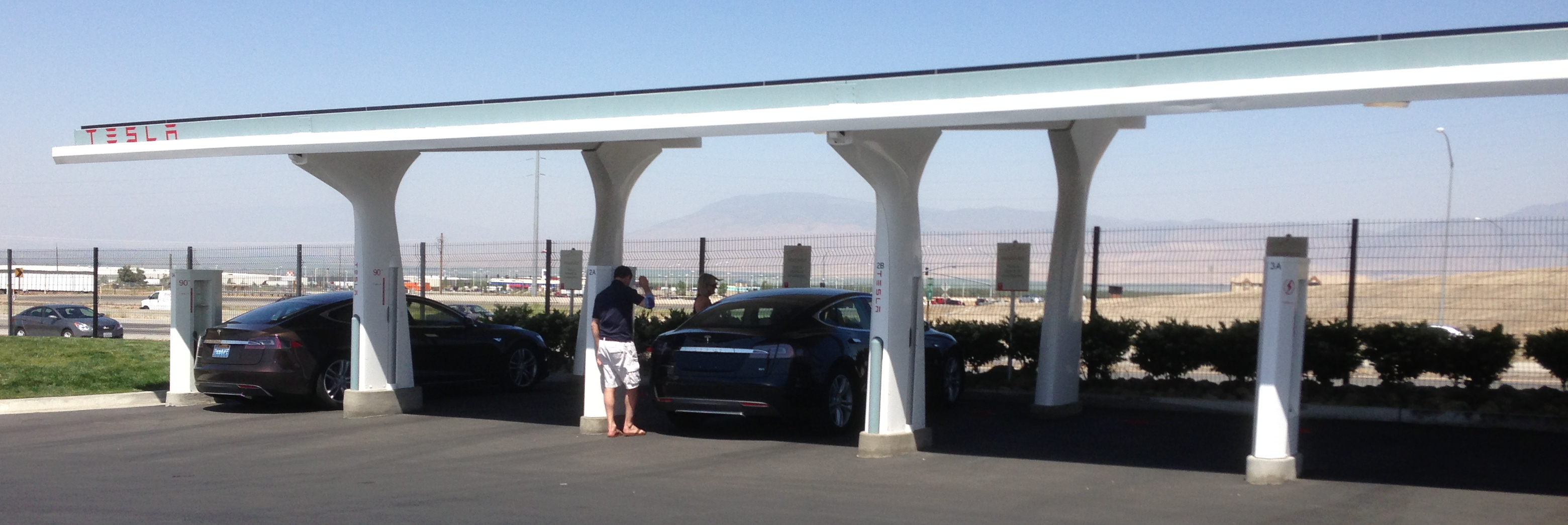
محطة شحن في ولاية كاليفورنيا، الولايات المتحدة.

- محدد مواقع محطات تزويد بالوقود البديل
- PlugSurfing: مجموعة محطات الشحن الكهربائية الأوربية
- هل يمكن أن تسير السيارات الكهربائية أكثر مع بطاريات أقل؟ | أخبار الطاقة المتجددة